# Склек
Склек је гимнастичка вежба која првенствено развија мишиће груди, леђа, као и рамена и трицепс. Изводи се на равној тврдој подлози где је потребно тело спустити тако да грудни кош дотакне земљу и вратити га на почетну позицију користећи руке. Постоје бројне варијације као што су хиндуистички склек, или данд, који динамички делује на језгру тела.